# Sulz
Sulz è un comune austriaco di 2 556 abitanti nel distretto di Feldkirch, nel Vorarlberg.